# Вражји камен
Вражји камен, природни феномен, се налази на крајњем југоистоку Србије, уз границу са Бугарском и Републиком Северном Македонијом, удаљен 5 км од Трговишта у непосредној близини планинског села Доња Трница.

## Настанак
Вражји камен је природни феномен настао ерозијом стена. Река Пчиња је некада давно просекла стену ,a стубове, високе до 60 метара, је створила денудација.Налази се на надморској висини око 800 метара, има око десетак камених купа које чине сам Вражји камен. Место се некада звало Просечник.

## Народне легенде
Много је легенди како је настао Вражји камен. Мештани Горње Пчиње препричавају једну од њих, по којој су ђаволи намеравали да преокрену ток Пчиње да тече према Бугарској, па су покушали да споје обале ове реке. Кидали су читаве стене са околних брда, али ћудљиву реку нису успели да укроте. Видевши да су чак и они немоћни, а и камења им је понестајало, упутили су се према косовском Поморављу, у Кончуљску клисуру. И баш ту су наишли на највећу стену. Упртили су је на леђа и вратили се да још једном покушају да победе природу. Успут су често застајали и одмарали се, јер је стена била претешка и за њих. Кад су стигли до села Клиновац зачули су се први петлови. Уплашени да људи не открију њихове намере, бацили су стену поред неке воденице. Тако је, према предању једном, настао Вражји камен.
Друга легенда, приповеда о томе да су Пчињани годинама зидали цркву поред реке. Све што би они током дана саградили, ђаволи би током ноћи односили и остављали на Вражјем камену. Наводно су били љути на сељане јер их нису довољно поштовали. И тако је постала црква на Вражјем камену. Иначе, и данас се може чути о томе како да су сељаци у Шајинцу били у завади са овим демонима. Да би се осветили Шајинчанима, ђаволи су покушали каменом да преграде Пчињу. Стеновит блок су носили у цедилу, али су се разбежали у зору, кад је закукурикао петао. Најпознатији ђаволи су: Џуџа Буџа, Кумбара Кљека, Филанко Шиља и Муја.

## Црква
На једној од тих пирамида је Црква Пресвете Богородице или некада позната као Црква у Просечнику. То је оно што овом природном чуду даје посебан значај. Према подацима којима располаже епархија Врањска, црква је грађена у периоду од 1355. године до 1375, у време владара Стефана Уроша V, сина цара Душана. До цркве води стрма, вијугава стаза.
Међутим, овде нико не живи, а у цркви се нико не венчава нити се крсте деца због веровања да је уклета.

### Легенда о настанку цркве
Постоје две легенде о томе.
Према првој легенди:
Пчињани су годинама зидали цркву поред реке Пчиње. Све што би они током дана саградили, ђаволи би ноћу односили на Вражји камен. Тако је настали црква на самој купи високој 60 метара.
Док, према другом веровању:
у давна времена заволели су се момак и девојка из села Доња Трница. Он је био јединац из најбогатије куће у селу, она лепотица из најсиромашније. Њихови родитељи нису прихватали ту љубав. Упркос томе, њих двоје су решили да се венчају. Венчање се одржало у цркви Пресвете Богородице.
Кад су изашли из цркве млада и младожења су узјахали, према обичају, окићене коње. Међутим, његов коњ, уплашен од вике и дешавања сватова, појурио је према провалији и сурвао се, заједно са младожењом на леђима. Видевши то, млада је скочила са свог коња, потрчала према литици и без размишљања скочила. Тако се весеље нажалост претворило у жалост.
Од тада се, тврде Пчињани, у овој цркви више нико никада није венчао, нити је неко дете крштено.
Упркос легендама и причама о томе како да је ово место уклето, народом се проширило и веровање да боравак у овој цркви лечи неплодност.
Није редак случај да нероткиње долазе и када нема никог у цркви настружу мало праха са неке од фресака и да то кући пију, верујући да ће потом добити наследника.
Иако је црква посвећена Богородици, мештани подједнако негују култ и Свете Петке.

## Галерија
- Дронски снимак Вражјег камена.
- Дронски снимак Вражјег камена.
- Поглед на Вражји камен са леве обале Пчиње.
- Поглед из подножја Вражјег камена.
- Вражји камен
- Вражји камен
- Поглед на долину Пчиње са Вражјег камена